# مارتین اکستروم
مارتین اکستروم (سوئدی: Martin Ekström; ۶ دسامبر ۱۸۸۷ – ۲۸ دسامبر ۱۹۵۴) یک نظامی اهل سوئد بود.
وی در جنگ داخلی فنلاند، جنگ استقلال استونی و جنگ استقلال لیتوانی شرکت کرده‌است.
همچنین برندهٔ جوایزی همچون نشان افتخار شیر و خورشید شده‌است.